# Leo Greiner
Leo Greiner (* 1. April 1876 in Brünn; † 21. August 1928 in Berlin) war ein österreichisch-deutscher Schriftsteller jüdischer Herkunft, Kritiker, spätromantischer Lyriker, Lenau-Forscher, Übersetzer aus dem Chinesischen.

## Leben
Nach dem frühen Tod des Vaters (1876) verließ Leo Greiner seine Geburtsstadt Brünn und wanderte jahrelang durch die Städte Österreich-Ungarns, zusammen mit Mutter und Schwester, einer Schauspielerin. Seine Gymnasialzeit verbrachte er in Kronstadt. Ab 1895 studierte er in München Literaturwissenschaft und Ästhetik. Dort war er auch Dozent für Dramaturgie. Er war im Kreis von Frank Wedekind sowie Mitbegründer und kurzzeitig künstlerischer Leiter des literarischen Kabaretts der "elf Scharfrichter" dem ersten politischen Kabarett in Deutschland, trat da unter dem Namen "Dionysius Tod" auf. Mit Wilhelm von Scholz gab er die Zeitschrift „Der Frühling“ heraus und arbeitete als Redakteur der „Deutsch-Französischen Rundschau“. 1904 siedelte er nach Berlin über, war dort bis ans Lebensende Lektor / Dramaturg beim S. Fischer Verlag.
Nach seiner Teilnahme am 1. Weltkrieg als Oberleutnant erschienen keine neuen Werken mehr von ihm.

## Werk
Greiners literarisches Werk wurde 1900 erstmals veröffentlicht. Er begann mit ornamentaler, neuromantischer Lyrik, in der er seine Nikolaus Lenau verwandte, unruhevolle Wehmut auszudrücken suchte. Zu Lenau erschien 1904 eine erste Monographie von ihm in der Zeitschrift "Die Dichtung". Sieben Jahre später erschien eine ausführliche und hochaufgelegte Lenau-Biographie. In diesen Jahren orientierte er sich am neuklassischen Drama von Paul Ernst. Er versuchte in seinen Dramen zum einen seiner Dichtung sicherere Konturen zu geben, vor allem aber auch seine Daseinsangst und Schwermut mittels eines neugewonnenen ästhetischen und ethischen Halts zu bewältigen. Diese poetisch-melancholische Grundstimmung durchzieht aber auch noch seinen 1906 veröffentlichten Gedichtband "Das Tagebuch", das 1912 eine weitere, vermehrte Auflage bekam. Ein wichtiger Teil seines Werkes sind auch die Übertragungen und Nachdichtungen aus dem Mittelhochdeutschen, Griechischen und Chinesischen.

## Veröffentlichungen

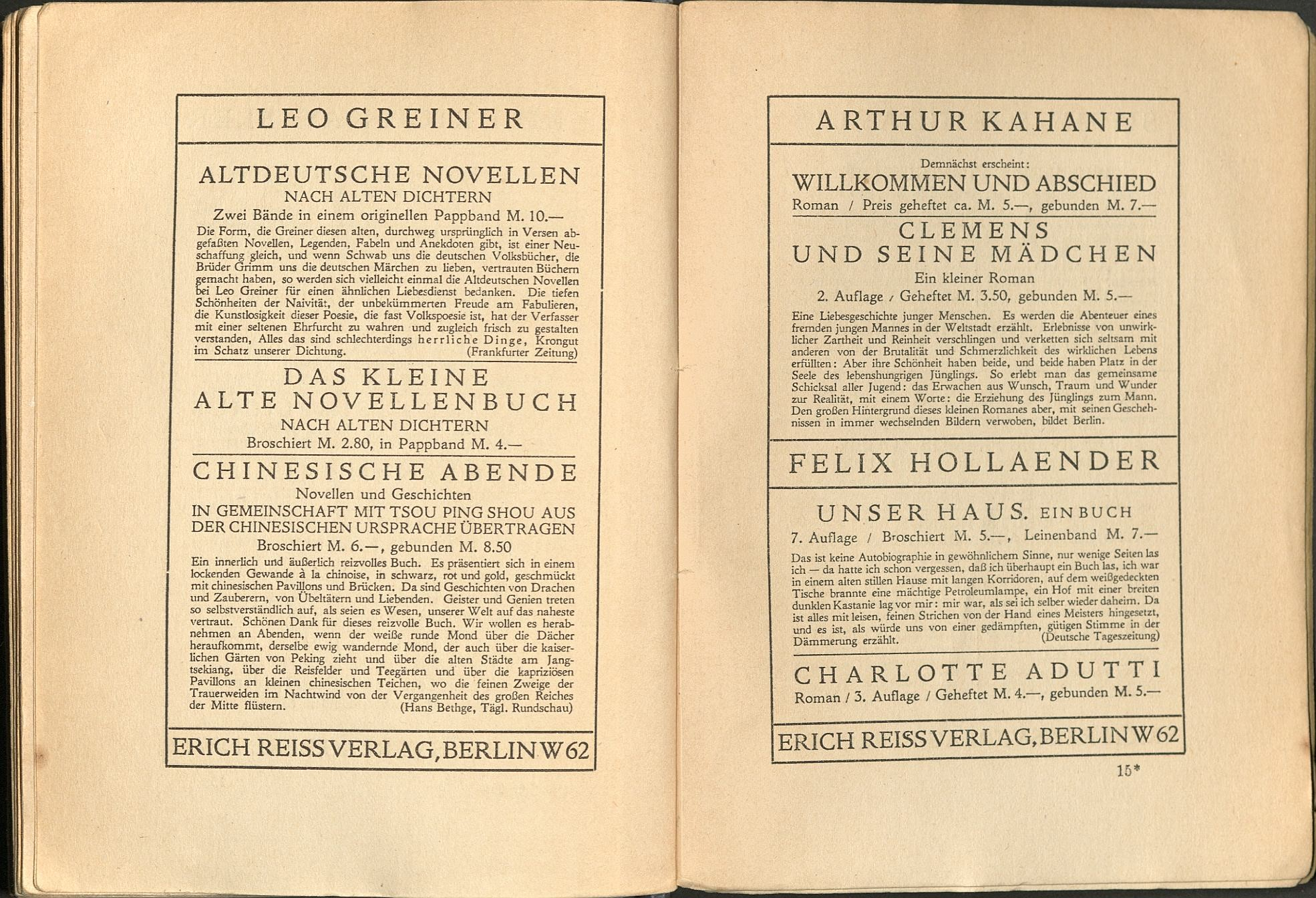
Anzeige bei Erich Reiss (1919)

### Einzelausgaben
- Das Jahrtausend. Lyrisch-epische Dichtung um Otto III. München, Verlag der Deutsch-Französischen Rundschau 1900
- Lenau. Monographie in: "Die Dichtung" Nr. 16, 1904
- Der Liebeskönig. Drama. Berlin, Bruno Cassirer Verlag 1905
- Das Tagebuch. Gedichte. München, Georg Müller Verlag 1906
- Lysistrata. Komödie frei nach Aristophanes. Theaterverlag Eduard Bloch, 1908
- Herzog Boccaneras Ende. Drama, Berlin, Erich Reiß Verlag 1908
- Arbaces und Panthea Schauspiel nach Francis Beaumont u. John Fletcher, Berlin, Erich Reiß Verlag 1911
- Ein Kampf ums Licht – Lenau. Sein Leben, Lieben u. Leiden, Briefe – Aufzeichnungen – Gedichte. München, Verlag Langewiesche-Brandt 1911

### Herausgeberschaften
- München. Städte und Landschaften. München, Georg Müller Verlag 1907
- Altdeutsche Novellen. Nach dem Mittelhochdeutschen, 2 Bde., Berlin, Erich Reiß Verlag 1912

### Übertragungen
- Chinesische Abende. Novellen und Geschichten aus dem Chinesischen, zus. mit Tsou Ping Shou aus d. chinesischen Ursprache übertragen, Berlin, Erich Reiß Verlag 1913